# Abbaye Notre-Dame de Staouëli
L’abbaye de Staouëli est un ancien monastère trappiste situé en Algérie. Créé en 1843, le monastère fut érigé en abbaye le 11 juillet 1846 par Monseigneur Louis-Antoine-Augustin Pavy. Charles de Foucauld y résida. Les moines la quittèrent en 1904. Cette Trappe symbolisa pendant soixante ans la présence du christianisme en Algérie.

## L'installation des Trappistes en Algérie
En 1830, le général de Bourmont organise et commande l'expédition d'Alger. Le 14 juin, l'armée aborde à Sidi-Ferruch, livre les 19 et 24 juin les deux batailles de Staouëli, et prend Alger le 5 juillet.
En 1841, le gouvernement français, douloureusement préoccupé de l'avenir de l'Algérie, qui avait coûté tant de sang et d'argent sans résultats appréciables jusqu'à cette époque, décide d'envoyer une mission d'études pour examiner les possibilités d'avenir de la colonie. Le député de l'Orne, Francique de Corcelle, chef de la mission, qui avait séjourné plus de trois mois dans les régions conquises, conclut notamment dans son rapport officiel : « …qu'elle cesserait d'être française si elle n'est chrétienne » et, plus loin, il ajoutait : « L'introduction d'une congrégation religieuse dans les cultures de l'Algérie serait assurément très salutaire. Les Trappistes, par exemple, apporteraient une expérience agricole fort précieuse et des exemples de sainteté… ».
On peut lire dans Le Moniteur universel du 8 septembre 1842, un an avant l'installation des pères Trappistes : « Un bataillon de troupe de ligne va partir pour la plaine de Staoueli, afin de creuser les fossés d'enceinte du troisième village à établir, les Schragos. On assure que M. le Directeur de l'Intérieur a toutes prêtes les familles à établir dans cette partie de la plaine de Staoueli, que nous connaissons fort saine et très productive dans beaucoup d'endroits… ». 
En 1843, treize moines venus de l'abbaye française d'Aiguebelle vont entamer la construction du premier monastère cistercien en Algérie. M. de Corcelle, député catholique de l'Orne, avait fait part au vicaire général de La Trappe de son projet d'unir l'État français (colonisateur de l'Algérie), aux religieux. Accompagné de Dom Orsise, abbé d'Aiguebelle, et de Dom Hercelin, abbé de La Grande Trappe, il se rend alors en Algérie afin de trouver un lieu d'implantation. Une concession leur est attribuée par le général Bugeaud, gouverneur de l'Algérie. Elle se trouve à Staouëli (« La terre des saints » ), quelques kilomètres à l'ouest d'Alger, à côté de la presqu'île de Sidi-Ferruch, sur un terrain de 1 020 hectares, dominée par le marabout d'Aumale, un tombeau dédié à un saint musulman. C'est un maquis rempli de broussailles et de palmiers nains, de lentisques et de myrtes sauvages. L'oued Bridja à l'est, l'oued Boukara à l'ouest sont les limites de la concession, qui sera agrandie par la suite.
L'acte de concession, date du 18 juillet 1843, fête de Saint Jacques Apôtre, et est signé par Jean-de-Dieu Soult, duc de Dalmatie. En août 1843, une première messe est célébrée sur le lieu de la fondation de la future Trappe devant quelques Arabes « indigènes ». Le 14 septembre 1843, jour de la fête de l'Exaltation de la Sainte-Croix, la première pierre de ce monastère cistercien est posée par Dom François-Régis  et bénie par l'évêque d'Alger Mgr Dupuch en présence du général Bugeaud.
"Ce fut le 14 juillet 1845 que le pape Grégoire XVI érigea en abbaye le prieuré de Staouéli. Le 15 décembre 1849, un titre définitif de propriété fut délivré à la Trappe en remplacement de la concession provisoire établie en 1843. Le 20 octobre 1845, le supérieur Dom Regis donna sa démission et devint procureur de l’Ordre. Il fut remplacé par le P. Timothée nommé, peu après, abbé de la Trappe. de Staouéli. Le 21 novembre 1858, le P. Dom Augustin, prieur, fut élu abbé Le cloître, œuvre d’un moine italien, mort en 1848, fut copié sur celui de l’abbaye de Maubec. L’église fut consacrée, le 30 octobre 1845, par Mgr Dupuch."
Source :Les feuillets d'El-Djezair, lisible à : https://athar.persee.fr/docAsPDF/feldj_1112-0649_1914_num_7_1_1182.pdf"
Le monastère est consacré le 30 août 1845. Il compte 67 moines dès janvier 1846, nombre qui s'élève bientôt à 120. Parmi eux, quelques anciens officiers, comme un militaire qui avait participé à la bataille de Staouëli sur les lieux de fondation du couvent, et fut présent dès la pose de la première pierre. En 1845, six moines de l'abbaye de Bellefontaine de Bégrolles-en-Mauges y sont envoyés et en 1848, trente-deux moines de l'abbaye de Melleray, qui était en train de fermer.
Le monastère est érigé en abbaye le 11 juillet 1846. En 1847, l'exploitation agricole traverse une crise financière importante et Dom Régis est alors secouru par le général Marengo, qui puise dans sa fortune personnelle pour aider les pères Trappistes.
La communauté reçoit régulièrement l'apport de nouveaux frères, venus des abbayes françaises,. En 1849, constatant les bons débuts de l'exploitation, le gouvernement français accorde la propriété définitive des terrains à la Société Civile de Staouëli, qui représente le monastère.

## Tableau chronologique
| 09/06/1842              | Voyage en Algérie de D. J.M. Hercelin et de D. Orsise Carayo, abbé d'Aiguebelle                             |
| 18/07/1843              | Signature de l'acte par lequel le gouvernement cède aux trappistes des terrains dans la plaine de Staouéli. |
| 12/08/1843              | Arrivée de D. Fr. Régis de Martrin en Algérie.                                                              |
| 13/09/1843              | Arrivée d'un premier groupe de 10 religieux                                                                 |
| 14/09/1843              | Pose de la première pierre du monastère.                                                                    |
| 30/08/1845              | Consécration de l'église.                                                                                   |
| 04/05/1865              | Visite de l'empereur Napoléon III.                                                                          |
| 02/06/1880              | Translation des restes de D. Fr.-Régis.                                                                     |
| 21/07/1893              | Cérémonie à l'occasion des noces d'or de l'abbaye.                                                          |
| septembre 1894          | Le monastère d'Akbès devient fille de Staouéli.                                                             |
| 25/09/1896 à 27/10/1896 | Séjour du Père de Foucauld.                                                                                 |
| Octobre 1904            | Achat du monastère de Maguzzano.                                                                            |
| 21/10/1904              | Vente du monastère de Staouéli.                                                                             |
| 01/11/1904              | Départ de la communauté pour l'Italie.                                                                      |
| 15/09/1936              | Le chapitre général supprime la communauté de Maguzzano.                                                    |
| 1938                    | Vente du monastère de Maguzzano                                                                             |

## Développement de l'exploitation agricole

### La devise du Monastère
La devise de l'abbaye gravée au frontispice du monastère est « Ense Cruce et Aratro », « Par l'épée, par la croix et par la charrue ». Leur premier supérieur est le père François-Régis, né Léon de Martrin-Donos.

### Débuts difficiles
Les moines ont la responsabilité de 500 ha, et ont pour mission de créer une exploitation agricole modèle, un centre religieux et spirituel,. Les conditions de travail sont très dures et la vie monastique exigeante. Le terrain est insalubre, et le paludisme, ainsi que plus tard le choléra, font bientôt des coupes claires dans les rangs des moines. Sur 40 frères, 25 décèdent dans cette période de fondation, dont dix dès la première année,,,. Tout en vivant leur vocation contemplative, les moines arrivent progressivement à transformer la concession qui leur a été confiée en un domaine agricole moderne et attrayant. En 1865, lors de la visite de Napoléon III, on en fait ainsi le bilan : «de nombreuses voies d'exploitation ont été ouvertes, bordées de carroubiers, de platanes, de mûriers, d'oliviers et munies de haies de cactus ou d'aloës ; des abris de cyprès, de roseaux et de bamboux se sont élevés pour protéger les cultures délicates contre l'action du vent de mer ; des marais pontins ont été desséchés ; de grands ravins ont été encaissés, ou redressés…» 

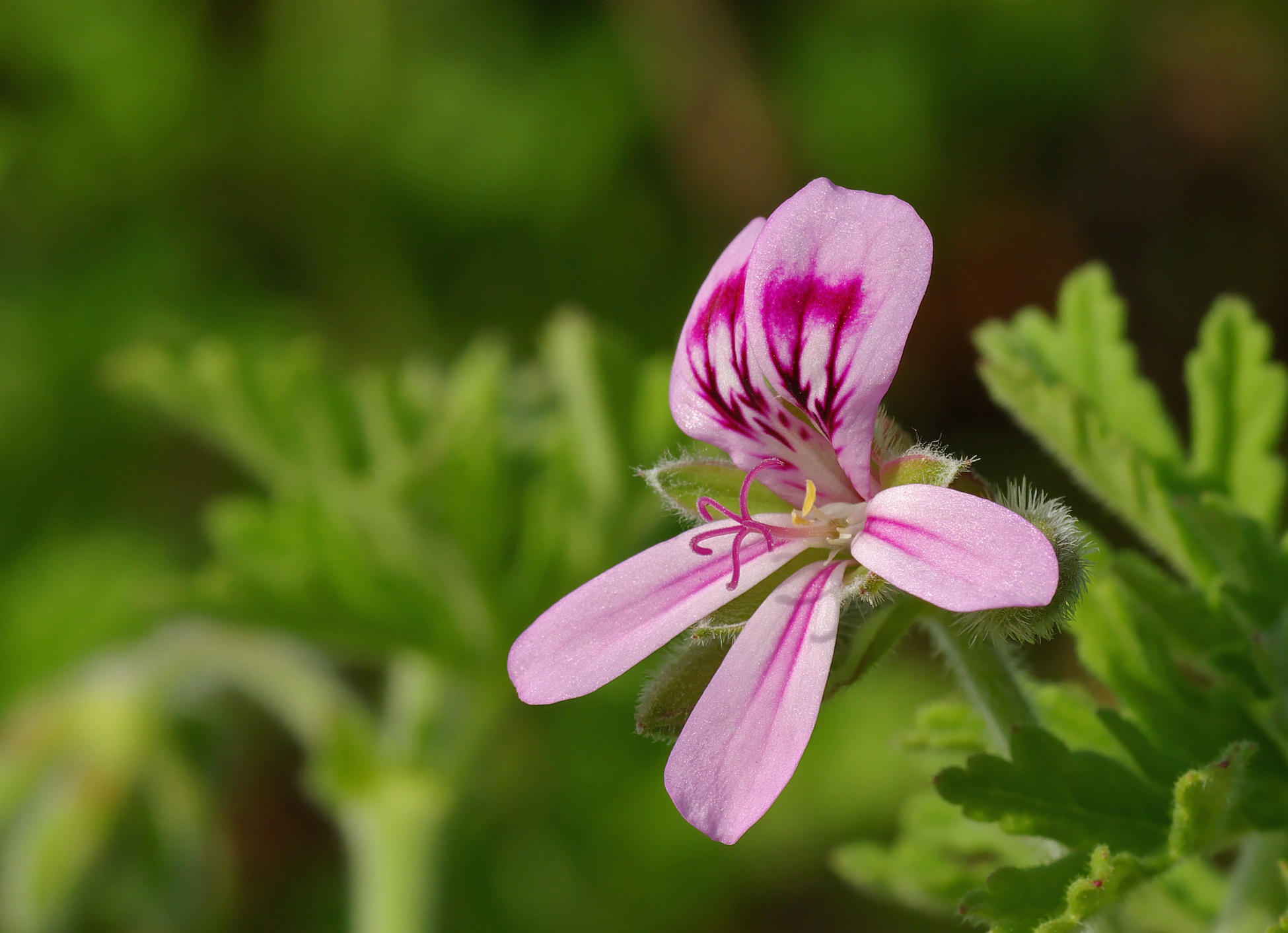
Géranium rosat

43 moines, 20 colons, et 100 ouvriers exploitaient :
- 450 hectares de vignobles ;
- 20 hectares de prairies ;
- 25 hectares d'agrumes, mandariniers citronniers et orangers ;
- 45 hectares blé et céréales, maïs, sorgho, betteraves et patate douce ;
- 30 hectares plantés de géraniums[17]…

### Céréales, fruits et légumes
Le blé est l'activité principale du monastère (ils furent les premiers à introduire la machine à vapeur pour battre le blé mais ils cultivent aussi les autres céréales et le maïs, les légumes et les pommes de terre, sans compter les 2500 arbres (peupliers et arbres d'agrément) et arbres fruitiers, mûriers (1500), abricotiers, figuiers, oliviers, cerisiers, amandiers, dattiers et bananiers, orangers, pruniers, pommiers… Ainsi que des vignes, excellents cépages venus de France.
Staouëli était appelé le « pays des primeurs ». Melons réputés énormes, cerises, prunes, pêches, amandes, oranges, mandarines, citrons, nèfles, choux gigantesques… Ces fruits provenant des jardins potagers et vergers, qui ont remplacé les broussailles et les palmiers nains, se vendent sur les marchés d'Algérie.
Les légumes (haricots, tomates, pomme de terre, choux, citrouilles géantes, betteraves etc.) occupaient des milliers de petits carrés fermés par des haies de roseau ou de cyprès. Plus d'une centaine de variétés de semences différentes donnaient des légumes cultivés dans les parcelles et carrés.

### La ferme
- La ferme comprenait 70 vaches laitières et 70 bœufs de labour, une laiterie approvisionnant Alger en beurre et en lait, 600 porcs, 20 chevaux et juments, mulets, 1000 moutons et un troupeau de chèvres angora. Plusieurs fermes tenues par des familles de colons avaient été fondées aux alentours, comme le stipulait l'acte initial de concession : Saint-Benoît, Sainte-Scholastique, Saint-Bernard, Fontbonne, Aiguebelle, Saint-Étienne, Saint-Augustin, Ste-Anne, St-Joachim[7]… On y trouvait aussi des volailles dans un poulailler, vendues ensuite, et des lapins dans une garenne»[22].
- L'exploitation forestière reposait sur l'exploitation des pins et eucalyptus destiné au bois de construction[7]. La vente et broussailles rapportait aussi un peu d'argent « : Chaque année, près de 20 hectares [étaient] débarrassés de leurs broussailles et de leurs palmiers nains, au coût de 500 francs l'hectare, nonobstant les autres travaux »[23].
- 400 à 500 ruches pour la production de miel destiné à la consommation ou au soin de la gorge[20].
- La récolte de blé était de 2000 à 2400 quintaux, celle d'avoine (destinée au fourrage des chevaux) et celle de maïs (alimentations des porcs, brebis, agneaux et volailles) de 400 à 500 quintaux. Pour l'alimentation des vaches, des luzernières irriguées donnaient deux à trois coupes par an. Ils produisaient environ 2 000 m3 de fumier par an utilisé comme litière et comme unique engrais[24].

### Les vignes, vins et spiritueux

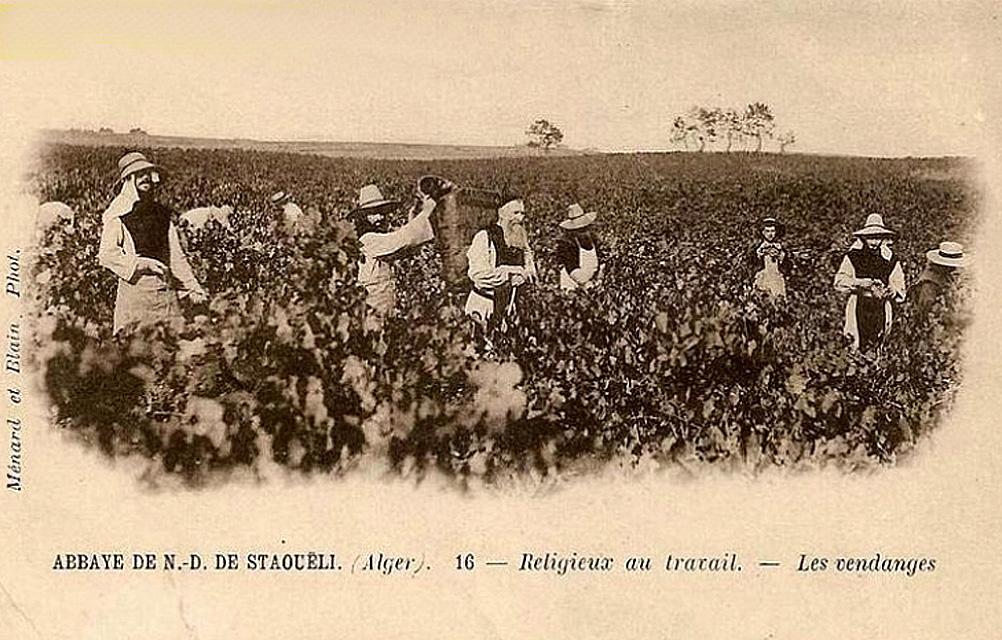

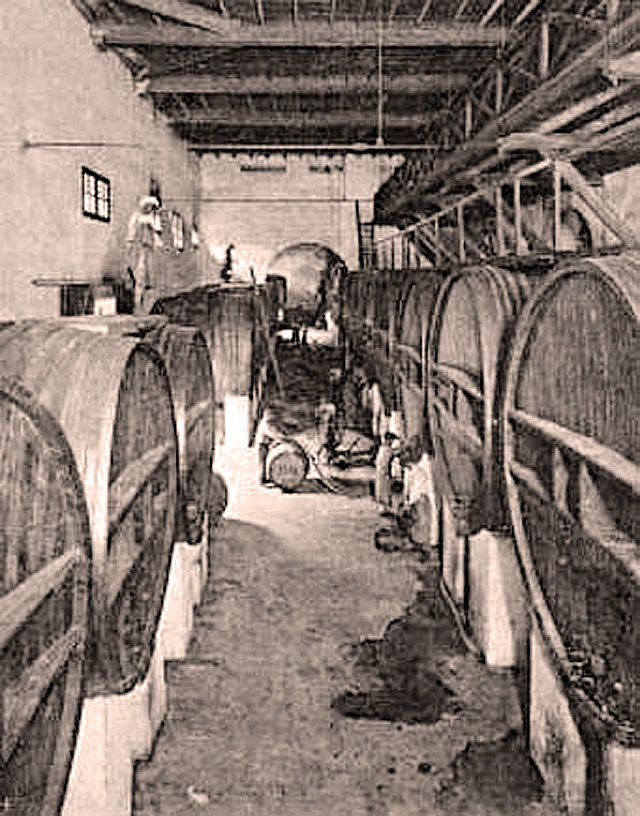
Cave de N.-D. de Staoueli, Algérie, 1902

- Le vin provient d'excellents cépages de France : Alicante, Morrastel, Grenache, Faranah, Clairette, Carignan, Terret, Cinsaut, Muscat, Malvoisie, pinot gris. Il y avait en tout 408 ha de vignes (80 ha de vieilles vignes et 268 ha de vignes jeunes) en 1903. On en tirait 1 400 hl de vin rouge par an et 700 hl de blanc (un Sauvignon)[25] gardés en fûts de chêne bourguignon d'une capacité de 20 000 hectolitres. Les vins liquoreux, Alicante, Muscat, Malvoisie, pinot gris, étaient préparés avec des alcools distillés avec soin et gardés dans de petits fûts de chêne. À la distillerie grâce à Frère Ignace se préparait une liqueur, la « Staouëline », rappelant la Chartreuse et dont la recette était gardée secrète, composée de liqueur de verveine et de mandarine[Note 5], d'autres liqueurs, anisette, une sorte de cognac et du curaçao[26]
- Ils fabriquaient aussi de l'eau de fleur d'oranger et de l'essence de géranium rosat, cultivées sur 38 ha, fabriquées dans une usine de distillation construite pour le monastère et vendue aux parfumeurs 50 francs le kilogramme pour 600 kg annuels. Par contre, la distillation de feuilles d'eucalyptus échoua[27].

### Les ateliers
Ils consistaient en forge, ferblanterie, charronage, menuiserie, pharmacie, avec alambic pour la distillation des plantes pharmaceutiques, tannerie, cordonnerie, bourrellerie, reliure, buanderie, boulangerie, un atelier de tourneur, laiterie, fromagerie, un atelier de peinture, magnanerie, distillerie de 9 alambics pour les essences et les alcools, tonnellerie et trois caves, dont une voûtée avec grenier au-dessus, de 65 mètres de long sur 12 mètres de large, recevant annuellement quinze cents hectolitres de vin blanc et ronge, produit actuel de 50 hectares de vignes, dont les deux tiers en plein rapport, plus, quelques moulins plus éloignés.

### Autres ressources
- Deux moulins à moudre le blé servaient à la fabrication du pain pour le personnel et pour les indigents, le reste de la récolte était vendue[7]. Il était aussi fait, deux fois par semaine, à quatre heures moins un quart du soir, une distribution de soupe et de pain aux enfants arabes pauvres.
- Les moines produisent aussi laine (laine de mouton et cachemire, mohair de l'angora), coton et cocons de soie provenant du ver à soie des mûriers.
- Ils exploitent une petite carrière de pierre de taille et fabriquent de la chaux, des tuiles et des briques[25].

### Les eaux et l'irrigation
Les eaux étaient recueillies et desservaient toutes les parties du monastère. Dirigées sur un aqueduc de 11 mètres de hauteur, elles faisaient mouvoir deux moulins, et alimentaient les fontaines du nouveau village. « Les Ponts-et-Chaussées ont amené les eaux de l'oued Roukara par un barrage de retenue, au-dessous du moulin des Trappistes, qui les conduit dans une construction en forme de « marabout » , d'où elles sont réparties eu une fontaine qui débite 100 mètres cubes d'eau en 24 heures, et en un canal d'irrigation qui reçoit 500 mètres cubes, durant le même temps. Un abreuvoir et un lavoir, complètent les travaux qui concernent les eaux ». Le monastère possédait quatre fontaines. Une source artificielle dans la cour du monastère, donnait plus de 100 litres d'eau à la minute.

### Influence dans la région
La devise bénédictine « Ora et Labora » se réalisait parfaitement par le travail des moines, aidé de colonies pénitentiaires issues du tribunal militaire et de la maison pénitentiaire de Douara, ou plus tard des arabes prisonniers de la maison centrale de Maison-Carrée.
Pour le gouvernement, principalement soucieux des résultats économiques, et cherchant à démontrer les vertus du travail et de la morale à des Français avides de gains faciles, elle sera une « vitrine » de la présence française en Algérie. Le général Bugeaud écrivit dans un rapport : « Les trappistes, je les ai adoptés comme des enfants très intéressants de la grande famille coloniale et j'ai pris la résolution de les faire réussir, malgré toutes les difficultés » . En 1851 ils obtiennent la Médaille d'Or destinée à l'intelligence agricole et 1853, la Trappe de Staouéli obtient un premier prix à l’Exposition Agricole d’Alger. Toujours en 1853 dom François-Régis reçoit la Croix de la Légion d'honneur , pour sa ferme modèle. En 1865, Napoléon III fait une visite à la Trappe. En 1863 les recettes s'élèvent à 60 223 francs dont 27 449 sont le fruit du travail agricole.
Les moines participent surtout à la vie économique de la région et contribuent à la fondation d'écoles, de dispensaires et d'églises dans les localités environnantes,. Ils ouvrirent l'école Sainte-Scholastique tenue par des sœurs pour les enfants pauvres. C'est grâce aux libéralités des moines que nombre de villages environnants ont financé leurs édifices communaux, et les organismes de Charité et hôpitaux à Alger leur devaient souvent une aide substantielle. En 1855, les moines édifient l'église paroissiale du village de Staouëli nouvellement créé, et financent des églises dans toute la région dont celle de Guyotville.
Sur la route de Koléa, à l'entrée du chemin domanial, une hôtellerie accueillait voyageurs et indigents. Ils avaient un pied à terre à Alger, le « Petit Staouëli ».

## Description du monastère

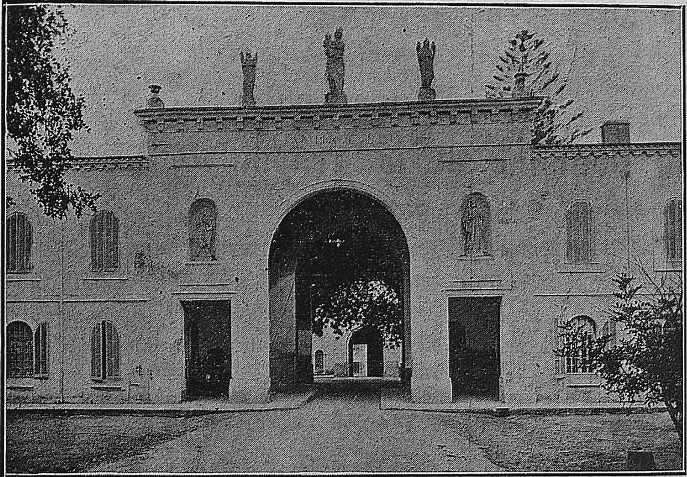
Porte d'entrée du Monastère

Au-dessus de la porte d'entrée, une statue de la Vierge Marie portant l'inscription : « Posuerunt me custodem » (« Ils m'ont choisie pour Gardienne »)
Dans la cour de l'abbaye, dix palmiers au centre desquels était édifiée une croix remplacée ensuite par une statue de la Vierge Marie. Celle-ci sera emmenée, en 1938, à l'Abbaye Notre-Dame de l'Atlas par les fondateurs de la nouvelle Trappe. Le mur de clôture, haut de 2 mètres et demi, renfermait 50 hectares, le verger, les vignes, l'orangerie. Le potager avait des allées portant les noms des bienfaiteurs du Monastère : Bugeaud, Soult, Dupuch, Marengo et les carrés de culture ceux des abbayes : Cîteaux, Aiguebelle, Clairvaux, Melleray.

### Aménagement général
Le bâtiment principal du monastère formait un rectangle de 48 mètres de longueur sur 12 mètres de hauteur. La cour intérieure était occupée par un jardin entouré d'un cloître à deux rangs d'arcades au rez-de-chaussée et au premier étage. La chapelle occupait toute une aile. À l'intérieur de celle-ci se trouvait une statue de Notre-Dame qui deviendra celle de la Basilique Notre-Dame d'Afrique. La cuisine et le réfectoire étaient eu rez-de-chaussée; les dortoirs et l'infirmerie au premier étage. Les murs étaient couverts d'inscriptions qui rappelaient le néant et les misères de la vie, (entre autres : S'il est triste de vivre à la Trappe, qu'il est doux d'y mourir !) et d'écriteaux qui indiquaient à chaque moine les corvées du cloître et les travaux
extérieurs de la saison. À gauche de l'abbaye se trouvait la ferme, grande enceinte de 60 m2, formée par les écuries et les hangars de l'exploitation agricole. À droite sont les ateliers et autres dépendances, forge, serrurerie, charronage, menuiserie, boulangerie, buanderie, laiterie, basse-cour. Le cimetière est aussi de ce côté. À l'avant, un autre corps de logis, dont l'entrée était formellement interdite aux femmes. Là les voyageurs recevaient gratuitement l'hospitalité pendant trois jours

### La visite
- La visite commençait à dix heures, avec environ dix visiteurs par jour[37]. Une auberge pour voyageurs faisait face à la Trappe, l'Hôtel de Staouëli. On pouvait visiter : la cave donnant sur la cour, contenant des foudres de 150 à 350 hectolitres, le réfectoire, la salle capitulaire et ses stalles de bois destinées à la confession, le dortoir, la bibliothèque, le jardin, les ateliers et dépendances comme la forge, la menuiserie, la buanderie, la brasserie, la distillerie, l'atelier de charronage, les deux tours à chaux, le moulin, la briqueterie… Le monastère possédait quatre fontaines[38]… Le frère-concierge vendait ensuite aux visiteurs et pèlerins, des photographies, porte-monnaie et objets de piété, des médailles et des chapelets[39] gravés avec la Croix, la Vierge, les palmiers et l'inscription « N.D. de Staouéli, priez pour nous »[17]. De nombreux voyageurs passaient à la Trappe, hommes de lettres, hommes politiques, et pèlerins[40]. Le général Youssouf de la division d'Alger y fit sa première communion en 1845. Elle fut visitée par Napoléon III le 4 mai 1865. L'Empereur visita aussi les appartements privés de l'Évêque et de l'Abbé ; il s'y trouvait une reproduction du tableau Le Zouave Trappiste de Horace Vernet et un grand bureau où fut signé en 1830, l'abdication du Dey d'Alger et la cession de l'Algérie à la France[réf. nécessaire].

- On servait aux visiteurs de passage un repas monastique préparé uniquement avec des produits cultivés au monastère (omelette, fruits, etc.) dans des couverts de bois de buis, et sans couteaux[41]. Pour le repas des pères Trappistes, un peu de vin leur était servi dans un gobelet ; leurs plats étaient en étain, leurs cuillères et leurs fourchettes en fer étamé. Les trappistes de Staoueli furent exceptionnellement dispensés par le Pape de certaines contraintes alimentaires (abstinence de viandes, œufs et fromage) propres aux trappistes en raison du climat chaud de l'Algérie et des maladies (choléra, paludisme) qui firent de nombreuses victimes, ce qui provoqua un relâchement du régime alimentaire dans tout l'Ordre de la Trappe[42],[réf. à confirmer]. En fait, il semble que malgré cette dispense, les moines gardèrent un régime végétarien, se nourrissant de légumes cuits à l'eau. Dans une autre salle à manger, disposée pour des ouvriers[43], se trouvait sur un tableau un relevé de maximes arabes gravées sur une table de marbre découverte dans les ruines de Persépolis. Des tableaux d'art sacré étaient suspendus aux murs ainsi qu'un tableau représentant les personnages du chapitre général de 1892, avec cette indication au-dessous: « Les supérieurs des trois Congrégations de N.-D. de la Trappe réunis à Rome au chapitre central sous la présidence de S. E. le cardinal Masella »[42].
- La bibliothèque contenait un grand nombre de volumes rangés par lettre alphabétique, des monnaies romaines aux effigies de différents empereurs, des poignards de plusieurs formes, trouvés dans des fouilles[42].
- Le dortoir consistait en petites cellules dont aucune n'avait de porte. Chacune d'elles renfermait un mince lit de camp avec le nom et le numéro du religieux à qui elle était affectée[42].
- Un magnifique jardin ornait le monastère : « Le frère concierge nous prie d'attendre dans le jardin. Il y fait bien bon. Un vent frais agite les feuilles des araucarias, espèce de sapin, des eucalyptus, des caoutchoucs géants, des palmiers, des orangers dont les branches portent à la fois fleurs et fruits, et d'autres arbres qui me sont inconnus » (E. Verlet)[44].
- Il existait en dehors des bâtiments réservés aux religieux, des ateliers comme l'horlogerie, la serrurerie, l'atelier de reliure, la ferblanterie, le laboratoire de photographie, des ateliers de forgeron, de menuisier et des tours pour travailler le bois.

### Les sentences monastiques
À l'intérieur des bâtiments, se trouvaient inscrites sur les murs de la salle capitulaire et sur ceux du réfectoire de nombreuses sentences monastiques :
- « Le plaisir de mourir sans peine,

Vaut bien la peine de vivre sans plaisir. » 

- « Mieux vaut une nourriture simple, dans une maison de paix,

Qu'une table bien servie, où règne la discorde. » 

- « S'il semble dur de vivre à la Trappe,

Il est bien doux d'y mourir. » 

- «Que sert à l'homme de gagner l'univers,

S'il vient à perdre son âme. » 

- « Celui qui n'a pas le temps de penser à son salut,

Aura l'Éternité pour s'en repentir » 

- « Goûtez les choses d'en haut

Et non celles de la terre » 

## Départ d'Algérie et postérité
En 1899, dom Louis de Gonzague André est élu 4° et dernier abbé de Stouaëli. En 1904, les moines vendent leurs terres et quittent le pays pour plusieurs raisons : manque de vocations locales, difficultés à rentabiliser le domaine et crainte de la loi française sur les associations, votée en 1901, qui limite les droits des congrégations religieuses,,,. Le cimetière du monastère, qui compte près de 200 tombes, témoigne des nombreux frères qui se sont succédé dans l'abbaye soixante ans durant.
L'aventure cistercienne en Algérie semble s'arrêter avec ce départ. Toutefois, le 7 mars 1938, un nouveau monastère est fondé, dans le domaine agricole de Tibhirine (Médéa), dans les montagnes de l'Atlas. L'abbaye mère de cette communauté est, à nouveau, l'abbaye Notre-Dame d'Aiguebelle. En 1939, des frères du monastère de Tibhirine vont chercher, dans le cimetière de l'ancienne abbaye de Staouëli, une grande statue de la Vierge. Celle-ci est représentée enceinte (Vierge de l'Avent), surmontant un croissant de lune, la tête couronnée de douze étoiles. Ils la ramènent à Tibhirine et la fixent sur un rocher dans la montagne, où elle est bénie le 8 septembre. Ce monastère deviendra, en 1947, l'abbaye Notre-Dame de l'Atlas qui se maintiendra en Algérie jusqu'en 1996, date de l'enlèvement et de l'assassinat des moines de Tibhirine.